# Paracoryne huvei
Paracoryne huvei is een hydroïdpoliep uit de familie Paracorynidae. De poliep komt uit het geslacht Paracoryne. Paracoryne huvei werd in 1957 voor het eerst wetenschappelijk beschreven door Picard. 